# John Morris (curlingspeler)
John Morris (Winnipeg, 16 december 1976) is een Canadees curler.

## Carrière
Op de Olympische Winterspelen 2010 in eigen land won mij met zijn ploeggenoten de gouden medaille.
In 2018 won hij samen Kaitlyn Lawes olympisch goud op het nieuwe onderdeel gemengddubbel.
1924: Welsh, W. Jackson, L. Jackson, Murray ·
1998: Perren, Müller, Lörtscher, Hürlimann ·
2002: Trulsen, Nergård, Ramsfjell, Davanger, Vågberg ·
2006: Gushue, Nichols, Howard, Korab, Adam ·
2010: Enright, Hebert, Kennedy, Martin, Morris ·
2014: Flaxey, Fry, Jacobs, E.J.Harnden, R.Harnden ·
2018: George, Hamilton, Landsteiner, Polo, Shuster ·
2022: Edin, Eriksson, Wranå, Sundgren, Magnusson
2018: Lawes, Morris ·
2022: Constantini, Mosaner